# Пачанга
Пача́нга (англ. pachanga) — латиноамериканський музичний стиль і танець, який характеризується синкопованим ритмом і рухами. Музика цього стилю виконувалася в основному оркестрами-чаранго. У 1960-ті пачанга викликала справжній фурор в середовищі нью-йоркських підлітків латиноамериканського походження.